# 中西らつ子
中西 らつ子（なかにし らつこ、1968年 -  ）は、日本のイラストレーター。日本落画家協会メンバー。大手前大学芸術学部マンガ制作専攻非常勤講師。大阪府在住。

## 略歴
大阪府立渋谷高等学校、夙川学院短期大学美術科卒業後、1991年イラストレーターとして活動開始。小佐田定雄に師事、落語や文楽などを中心とした伝統芸能ジャンルのイラスト、解説や漫画などを手がけている。人物のほっぺがぷっくりとふくらんだ絵柄が特徴。
2007年より大阪で発行している落語情報フリーペーパー「よせぴっ」は中西と編集長の日高美恵が企画、中西は創刊号から表紙絵を描いている。文化庁芸術祭大衆芸能部門審査委員（関西の部）を令和2年度（2020年）から令和4年度（2022年）まで務めた。令和5年度（2023年）芸術選奨大衆芸能部門推薦委員。
夫は文楽人形遣いの吉田玉助（5代目）。

## 書籍
- 安田夏菜（作）、中西らつ子（絵）『くじらじゃくし』（2017年4月、講談社）

## 出演
- OBCグッドアフタヌーン!金曜お昼は、めっちゃ方正!（ラジオ大阪、2025年1月17日）- ゲスト